# Marianne Thyssen
Pour les articles homonymes, voir Thyssen.
Marianne Leonie Petrus Thyssen, née le 24 juillet 1956 à Saint-Gilles-Waes, est une femme politique belge flamande, membre du Christen-Democratisch en Vlaams (CD&V).

## Biographie
Elle est licenciée en droit en 1979 à la KUL. Elle devient assistante à la faculté de droit de la KUL, puis juriste au cabinet du secrétaire d'État à la santé publique, successivement conseillère juridique, directrice du service d'études et secrétaire générale faisant fonction de l'UNIZO.
Elle est membre du bureau du Parti populaire européen (PPE) et vice-présidente du cercle des PME du groupe PPE-DE. Encouragée par Yves Leterme, elle devient le 15 mai 2008 présidente de CD&V, poste dont elle se déclare démissionnaire le 23 juin 2010, prenant ses responsabilités face à l'échec de son parti aux derniers scrutins en date.
En septembre 2014, elle est désignée comme la candidate pour le poste de commissaire européenne de la Belgique. Elle est commissaire chargée de l'emploi et des affaires sociales. Elle quitte alors le Parlement européen où elle siégeait depuis 1991, où elle est remplacée par Tom Vandenkendelaere.

## Synthèse des fonctions politiques
- Première échevine d'Oud-Heverlee
- 17 décembre 1991 - 31 octobre 2014 : députée au Parlement européen

## Décoration
- Officier de l'ordre de Léopold (2009)[1]